# 910 TCN
910 TCN là một năm trong lịch La Mã.